# Kenija
Kenija, uradno Republika Kenija (svahilijsko Jamhuri ya Kenya), je država v vzhodni Afriki. Kenija je s 580.367 kvadratnih kilometrov 48. največja država na svetu po površini. Z več kot 47,6 milijona prebivalcev po popisu 2019 je Kenija 29. najbolj naseljena država. Glavno in največje mesto Kenije je Nairobi, medtem ko je njeno najstarejše mesto in prvo glavno mesto obalno mesto Mombasa. Mesto Kisumu je tretje največje mesto in tudi celinsko pristanišče na Viktorijinem jezeru. Drugi pomembni mestni središči sta Nakuru in Eldoret. Od leta 2020 je Kenija tretje največje gospodarstvo v podsaharski Afriki za Nigerijo in Republiko Južno Afriko. Kenija meji na Južni Sudan na severozahodu, Etiopijo na severu, Somalijo na vzhodu, Ugando na zahodu, Tanzanijo na jugu in Indijski ocean na jugovzhodu. Njena geografija, podnebje in prebivalstvo se zelo razlikujejo, od mrzlih zasneženih gorskih vrhov (Batian, Nelion in Point Lenana na Mount Kenya) z obsežnimi okoliškimi gozdovi, divjimi živalmi in rodovitnimi kmetijskimi regijami do zmernega podnebja v zahodnih okrožjih in okrožjih riftskih dolin ter suhih manj rodovitnih sušnih in polsušnih območij ter absolutne puščave (puščava Chalbi in puščava Nyiri).
Najzgodnejši prebivalci Kenije so bili lovci nabiralci, podobni današnjemu ljudstvu Hadza. Glede na arheološko datiranje povezanih artefaktov in skeletnega materiala so se kušitski govorci prvič naselili v kenijskih nižinah med 3200 in 1300 pred našim štetjem, v fazi, znani kot savanski pastoralni neolitik (prej znani kot kultura kamnite sklede). Nilotsko (nilo-saharski jezik) govoreči pastirji (predniki kenijskih govorcev nilotov) so se začeli seliti iz današnjega Južnega Sudana v Kenijo okoli leta 500 pred našim štetjem. Ljudje Bantujci so se naselili na obali in v notranjosti med letoma 250 pred našim štetjem in 500 n. št. Evropski stik se je začel leta 1500 s Portugalskim imperijem, čeprav se je učinkovita kolonizacija Kenije začela v 19. stoletju med evropskim raziskovanjem notranjosti. Današnja Kenija je nastala iz protektorata, ki ga je ustanovil Britanski imperij leta 1895, in kasnejše kenijske kolonije, ki se je začela leta 1920. Številni spori med Združenim kraljestvom in kolonijo so privedli do revolucije Mau Mau, ki se je začela leta 1952 in razglasitve neodvisnosti leta 1963. Po osamosvojitvi je Kenija ostala članica Skupnosti narodov. Trenutna ustava je bila sprejeta leta 2010, da bi nadomestila ustavo neodvisnosti iz leta 1963.
Kenija je predsedniška demokratična republika, v kateri izvoljeni uradniki zastopajo ljudi, predsednik pa je vodja države in vlade. Kenija je članica Združenih narodov, Commonwealtha, Svetovne banke, Mednarodnega denarnega sklada, COMESA (Skupni trg za vzhodno in južno Afriko), Mednarodnega kazenskega sodišča in drugih mednarodnih organizacij. Kenija je z BND 1460 gospodarstvo z nižjimi srednjimi dohodki. Kenijsko gospodarstvo je največje v vzhodni in osrednji Afriki, pri čemer Nairobi služi kot glavno regionalno trgovsko središče. Kmetijstvo je največji sektor: čaj in kava sta tradicionalna pridelka, sveže cvetje pa hitro rastoči izvoz. Storitvena industrija je tudi glavno gospodarsko gonilo, zlasti turizem. Kenija je članica trgovinskega bloka Vzhodnoafriške skupnosti, čeprav jo nekatere mednarodne trgovinske organizacije kategorizirajo kot del Velikega Afriškega roga. Afrika je največji izvozni trg Kenije, sledi pa ji Evropska unija.

## Etimologija
Republika Kenija je dobila ime po gori Mount Kenya. Najstarejšo zabeleženo različico sodobnega imena je napisal nemški raziskovalec Johann Ludwig Krapf v 19. stoletju. Med potovanjem s karavano Kamba, ki jo je vodil legendarni trgovec na dolge razdalje Chief Kivoi, je Krapf opazil gorski vrh in vprašal, kako se imenuje. Kivoi mu je rekel Kĩ-Nyaa ali Kĩĩma- Kĩĩnyaa, verjetno zato, ker ga je vzorec črne skale in belega snega na njegovih vrhovih spominjal na perje samca noja. Agikuji, ki naseljujejo pobočja Mount Kenya, jo v jeziku Kikujev imenujejo Kĩrĩma Kĩrĩnyaga, medtem ko jo Embuji imenujejo Kirenyaa. Vsa tri imena imajo enak pomen.
Ludwig Krapf je ime zabeležil kot Kenia in Kegnia. Nekateri pravijo, da je bil to natančen zapis afriške izgovorjave /ˈkɛnjə/. Na zemljevidu iz leta 1882, ki ga je narisal Joseph Thompsons, škotski geolog in naravoslovec, je Mount Kenya označil kot Mount Kenia. Ime gore je bilo sprejeto, pars pro toto, kot ime države. V zgodnjem kolonialnem obdobju, ko se je država imenovala Vzhodnoafriški protektorat, ni prišel v široko uradno uporabo. Uradno ime je bilo spremenjeno v Kolonija Kenija leta 1920.

## Zgodovina

### Človeška predzgodovina
Fosili, najdeni v Keniji, so pokazali, da so primati naseljevali območje več kot 20 milijonov let. Nedavne ugotovitve v bližini Turkanskega jezera kažejo, da so človečnjaki, kot sta Homo habilis (pred 1,8 do 2,5 milijona let) in Homo erectus (pred 1,9 milijona do 350.000 leti), možna neposredna prednika sodobnega Homo sapiensa in sta živela v Keniji v pleistocenski dobi.
Med izkopavanji ob Turkanskem jezeru leta 1984 je paleoantropolog Richard Leakey ob pomoči Kamoye Kimeuja odkril Turkanskega dečka, 1,6 milijona let star fosil Homo erectusa. Prejšnje raziskave zgodnjih hominidov so še posebej identificirane z Mary Leakey in Louisom Leakeyjem, ki sta bila odgovorna za predhodne arheološke raziskave v Olorgesailie in Hyrax Hillu. Kasneje je delo na nekdanjem mestu opravil Glynn Isaac.
Vzhodna Afrika, vključno s Kenijo, je ena najzgodnejših regij, kjer naj bi živeli sodobni ljudje (Homo sapiens). Leta 2018 so bili, datirani pred približno 320.000 leti, na kenijskem najdišču Olorgesailie najdeni dokazi o zgodnjem nastanku sodobnega vedenja, vključno s trgovinskimi omrežji na dolge razdalje (vključuje blago, kot je obsidian), uporabo pigmentov in možna izdelava projektilnih točk. Avtorji treh študij iz leta 2018 so na najdišču opazili, da so dokazi o tem vedenju približno sočasni z najzgodnejšimi znanimi fosilnimi ostanki Homo sapiensa (kot na primer v Džebel Irhoudu v Maroku in lobanja iz Florisbada v Južni Afriki) in predlagajo, da se je kompleksno in sodobno vedenje v Afriki začelo že v času, ko se je pojavil Homo sapiens.

### Neolitik
Prvi prebivalci današnje Kenije so bile skupine lovcev in nabiralcev, podobne sodobnim govorcem kojsanščine. Te ljudi so pozneje v veliki meri nadomestili z agropastoralnimi kušitskimi (predniki kenijskih govorcev kušitščine) z Afriškega roga. V zgodnjem holocenu se je regionalna klima spremenila iz suhih v bolj vlažne razmere, kar je dalo priložnost za razvoj kulturnih tradicij, kot sta kmetijstvo in pastirstvo, v ugodnejšem okolju.
Okoli leta 500 pred našim štetjem so se pastirji, ki so govorili nilotski jezik (predniki kenijskih govorcev nilotščine), začeli seliti iz današnjega južnega Sudana v Kenijo. Nilotske skupine v Keniji so ljudstva Kalendžin, Samburu, Luo, Turkani in Masaji.
Do 1. tisočletja našega štetja so se kmetje, ki govorijo bantujske jezike, preselili v regijo, sprva ob obali. Izvirajo iz zahodne Afrike ob reki Benue na območju današnje vzhodne Nigerije in zahodnega Kameruna. Selitev Bantujcev je v regijo prinesla nov razvoj kmetijstva in železarstva. Bantujske skupine v Keniji med drugim vključujejo Kikuyu, Luhya, Kamba, Kisii, Meru, Kuria, Aembu, Ambeere, Wadawida-Watuweta, Wapokomo in Mijikenda.
Pomembna prazgodovinska najdišča v notranjosti Kenije so (morda arheoastronomsko) najdišče Namoratunga na zahodni strani Turkanskega jezera in obzidano naselje Thimlich Ohinga v okrožju Migori.

### Obdobje trgovanja v svahiliju
Kenijska obala je gostila skupnosti železarjev in samooskrbnih kmetov, lovcev in ribičev Bantujcev, ki so podpirali gospodarstvo s kmetijstvom, ribištvom, proizvodnjo kovin in trgovino s tujimi državami. Te skupnosti so tvorile najzgodnejše mestne države v regiji, ki so bile skupaj znane kot Azanija.
V 1. stoletju našega štetja so številne mestne države, kot so Mombasa, Malindi in Zanzibar, začele vzpostavljati trgovinske odnose z Arabci. To je privedlo do povečane gospodarske rasti svahilijskih držav, uvedbe islama, arabskih vplivov na jezik svahili bantu, kulturne difuzije, pa tudi do tega, da so svahili mestne države postale članice večje trgovske mreže. Številni zgodovinarji so dolgo verjeli, da so mestne države ustanovili arabski ali perzijski trgovci, vendar so arheološki dokazi znanstvenike pripeljali do tega, da so mestne države priznali kot avtohtoni razvoj, ki je, čeprav je bil podvržen tujemu vplivu zaradi trgovine, ohranil kulturno jedro Bantujcev.
Sultanat Kilwa je bil srednjeveški sultanat s središčem v Kilwi v sodobni Tanzaniji. Na svojem vrhuncu se je njegova oblast raztezala po celotni dolžini svahilske obale, vključno s Kenijo. Ustanovil naj bi ga v 10. stoletju Ali ibn al-Hassan Širazi , perzijski sultan iz Širaza v južnem Iranu. Vendar pa znanstveniki menijo, da so bile trditve o arabskem ali perzijskem izvoru mestnih držav poskusi svahilijev, da bi se legitimirali tako lokalno kot mednarodno. Od 10. stoletja so vladarji Kilwe nadaljevali z gradnjo dovršenih koralnih mošej in uvedli bakrene kovance.
Svahili, bantujski jezik z arabskimi, perzijskimi in drugimi bližnjevzhodnimi in južnoazijskimi prevzetimi besedami, se je kasneje razvil kot lingua franca za trgovino med različnimi ljudstvi. Svahili ima zdaj tudi izposojene besede iz angleščine.

### Zgodnja portugalska kolonizacija
Mombaso so zgradili v večje pristaniško mesto in vzpostavili trgovinske povezave z drugimi bližnjimi mestnimi državami, pa tudi s trgovskimi središči v Perziji, Arabiji in celo Indiji. Do 15. stoletja je portugalski popotnik Duarte Barbosa (c. 1480, Lizbona, Portugalska – 1. maj 1521, Filipini) trdil, da je »Mombasa kraj z velikim prometom in ima dobro pristanišče, v katerem so vedno privezana majhna plovila različnih vrst in tudi velike ladje, ki obe vozijo iz Sofale in od drugod, ki prihajajo iz Cambaya in Melinde in drugih, ki plujejo na otok Zanzibar.«
V 17. stoletju je bila obala osvojena in je prišla pod neposredno oblast omanskih Arabcev, ki so razširili trgovino s sužnji, da bi zadostili potrebam nasadov v Omanu in Zanzibarju.[52] Sprva so ti trgovci prihajali predvsem iz Omana, kasneje pa so mnogi prišli iz Zanzibarja (kot je Tippu Tip). Poleg tega so Portugalci začeli kupovati sužnje od omanskih in zanzibarskih trgovcev kot odgovor na prekinitev čezatlantske trgovine s sužnji s strani britanskih abolicionistov.
Skozi stoletja je kenijska obala gostila številne trgovce in raziskovalce. Med mesti, ki segajo na kenijsko obalo, je Malindi. Od 14. stoletja je ostala pomembna svahilijska naselbina in je nekoč tekmovala z Mombaso za prevlado v regiji afriških Velikih jezer. Malindi je bil tradicionalno prijazno pristaniško mesto tujim silam. Leta 1414 je kitajski trgovec in raziskovalec Dženg He, ki je zastopal dinastijo Ming, obiskal vzhodnoafriško obalo na enem svojih zadnjih »potovanj z zakladom«. Oblasti Malindija so leta 1498 sprejele tudi portugalskega raziskovalca Vasca da Gamo.

### 18.-19. stoletje
V 18. in 19. stoletju se je ljudstvo Masaji preselilo na območje današnje srednje Kenije iz regije severno od Rudolfovega jezera. Čeprav jih ni bilo veliko, jim je uspelo osvojiti veliko bantujsko govorečih ljudstev, ki niso nudila velikega upora. Ljudstvom Nandi se je uspelo zoperstaviti Masajem, medtem ko so ljudstva Taveta skupaj z ljudstvom Kikuju pobegnila v gozdove na vzhodnem robu gore Kilimandžaro, čeprav so bila pozneje zaradi nevarnosti črnih koz prisiljena zapustiti deželo. Izbruh goveje kuge ali plevropneumonije je močno prizadel govedo Masajev, medtem ko je epidemija črnih koz prizadela same Masaje. Po smrti Masai Mbatiana, glavnega laibona (zdravnika), so se Masaji razdelili na sprte frakcije. Čeprav so arabski trgovci ostali na tem območju, so sovražni Masaji prekinili trgovske poti. Prva tujca, ki sta uspešno prišla mimo Masajev, sta bila Johann Ludwig Krapf in Johannes Rebmann, dva nemška misijonarja, ki sta ustanovila misijon v Rabaiju, nedaleč od Mombase.

### Britanska Kenija (1888–1962)
Kolonialna zgodovina Kenije sega od ustanovitve nemškega protektorata nad obalnimi posestmi sultanata Zanzibar leta 1885, čemur je sledil prihod Imperial British East Africa Company leta 1888. Cesarsko rivalstvo je bilo preprečeno, ko je Nemčija leta 1890 svoja obalna posestva izročila Veliki Britaniji. Sledila je gradnja ugandske železnice, ki poteka skozi državo.
Gradnji železnice so se uprle nekatere etnične skupine – zlasti Nandi, ki jih je med letoma 1890 in 1900 vodil Orkoiyot Koitalel Arap Samoei – a Britanci so jo sčasoma zgradili. Nandi so bili prva etnična skupina, ki so jo dali v avtohtoni rezervat, da bi preprečili, da bi motili gradnjo železnice.
V obdobju gradnje železnice je prišlo do znatnega pritoka indijskih delavcev, ki so zagotovili večino kvalificirane delovne sile, potrebne za gradnjo. Oni in večina njihovih potomcev so kasneje ostali v Keniji in tvorili jedro več različnih indijskih skupnosti, kot sta muslimanska in skupnost sikov.
Med gradnjo železnice skozi Tsavo sta številne indijske železničarje in lokalne afriške delavce napadla dva leva, dogodek znan kot Ljudožerca Tsavo.
Ob izbruhu prve svetovne vojne avgusta 1914 so se guvernerji britanske vzhodne Afrike (kot je bil protektorat splošno znan) in nemške vzhodne Afrike sprva dogovorili o premirju, da bi mlade kolonije obdržali pred neposrednim sovražnostjo. Toda podpolkovnik Paul von Lettow-Vorbeck, nemški vojaški poveljnik, je bil odločen povezati čim več britanskih virov. Popolnoma odrezan od Nemčije, je Lettow-Vorbeck vodil učinkovito gverilsko vojno, živel od zemlje, zajemal britansko zalogo in ostal neporažen. Končno se je predal v Severni Rodeziji (danes Zambija) 14 dni po podpisu premirja leta 1918.
Da bi preganjali von Lettowa, so Britanci napotili vojake britanske indijske vojske iz Indije, vendar so potrebovali veliko število nosačev, da bi premagali izredno logistiko prevoza zalog daleč v notranjost peš. Carrier Corps je bil ustanovljen in na koncu mobiliziral več kot 400.000 Afričanov, kar je prispevalo k njihovi dolgoročni politizaciji.
Leta 1920 je bil protektorat vzhodne Afrike spremenjen v kolonijo in preimenovan v Kenijo po njeni najvišji gori.
V zgodnjem delu 20. stoletja so notranje osrednje višavje naselili britanski in drugi evropski kmetje, ki so postali bogati pri kmetovanju kave in čaja. Eden od prikazov tega obdobja sprememb z vidika kolonista najdemo v spominih Out of Africa danske avtorice baronice Karen von Blixen-Finecke, objavljenih leta 1937. Do 1930-ih je na tem območju živelo približno 30.000 belih naseljencev, ki so pridobili politični glas. zaradi njihovega prispevka k tržnemu gospodarstvu.
Osrednje višavje je bilo že dom več kot milijon pripadnikov ljudstva Kikuju, od katerih večina ni imela zemljiških zahtevkov v evropskem smislu in so živeli kot potujoči kmetje. Da bi zaščitili svoje interese, so naseljenci prepovedali pridelavo kave in uvedli davek na koče, kmetom pa so v zameno za njihovo delo dajali vse manj zemlje. Sledilo je množično izseljevanje v mesta, saj se je njihova zmožnost preživljanja od zemlje zmanjšala. Do 1950-ih je v Keniji živelo 80.000 belih naseljencev.
Med drugo svetovno vojno je bila Kenija pomemben vir delovne sile in kmetijstva za Združeno kraljestvo. Kenija je bila prizorišče spopadov med zavezniškimi silami in italijanskimi četami v letih 1940–41, ko so vdrle italijanske sile. Bombardirana sta bila tudi Wajir in Malindi.
Leta 1952 sta bila princesa Elizabeta II. in njen mož princ Philip na počitnicah v hotelu Treetops v Keniji, ko je njen oče, kralj Jurij VI., umrl v spanju. Elizabeta je skrajšala svoje potovanje in se takoj vrnila domov, da bi prevzela prestol. Leta 1953 je bila okronana za kraljico Elizabeto II. v Westminstrski opatiji in kot je dejal britanski lovec in naravovarstvenik Jim Corbett (ki je spremljal kraljevi par), se je povzpela na drevo v Afriki kot princesa in spustila kot kraljica.

### Neodvisnost
Prve neposredne volitve za domorodne Kenijce v zakonodajni svet so potekale leta 1957.
Kljub britanskim upom, da bodo oblast prenesli na »zmerne« lokalne tekmece, je bila Kenijska afriška nacionalna unija (KANU) Jomo Kenyatta tista, ki je oblikovala vlado. Kolonija Kenija in kenijski protektorat sta prenehala 12. decembra 1963, neodvisnost pa je bila podeljena celotni Keniji. Združeno kraljestvo je odstopilo suverenost nad kolonijo Kenija. Sultan Zanzibarja se je strinjal, da bo hkrati z neodvisnostjo kolonije prenehal imeti suverenost nad protektoratom Kenije, tako da bo vsa Kenija postala ena suverena država. Na ta način je Kenija postala neodvisna država v skladu z Zakonom o neodvisnosti Kenije iz leta 1963 Združenega kraljestva. 12. decembra 1964 je Kenija postala republika pod imenom »Republika Kenija«.
Hkrati se je kenijska vojska borila v vojni Shifta proti etničnim somalskim upornikom, ki naseljujejo severno obmejno okrožje in so se želeli pridružiti svojim sorodnikom v republiki Somaliji na severu. Premirje je bilo sčasoma doseženo s podpisom Arušiškega memoranduma oktobra 1967, vendar je do leta 1969 prevladovala relativna negotovost. Da bi preprečila nadaljnje invazije, je Kenija leta 1969 podpisala obrambni pakt z Etiopijo, ki še vedno velja.

## Geografija
Kenija je s 580.367 km2 47. največja država na svetu (za Madagaskarjem). Leži med zemljepisnimi širinami 5 °S in 5 °J ter zemljepisnimi dolžinami 34 ° in 42 °V. Od obale Indijskega oceana se nizke ravnice, ki so obsežnejše le na severu ob reki Tana, najprej rahlo dvignejo do v nizko gričevje in nato v obsežne ravnike dna 300 do 1500 m s posameznimi osamelci. Na severu so podlaga mezozoiski apnenci in peščenjaki, v njih so nastale do več sto kilometrov dolge strukturne stopnje. Na jugu prevladujejo kristalinske kamnine Afriškega ščita. Višavje zahodnega dela Kenije je razpolovljeno z Veliko riftno dolino (odcep Velikega tektonskega jarka, z rodovitno planoto na vzhodu. To je 30 do 50 km široka tektonska udorina, 1200 m nižja od okoliških ravnikov in preseka Kenijo od severa proti jugu. Sestavlja jo niz ločenih kotlin s slanimi jezeri (Naivasha – 210 km2, Magadi – 200 km2, Baringo – 129 km2) in ognjeniškimi stožci. Jarek spremlja gorovje Aberdare (najvišji vrh Satima, 3998 m), na zahodu gorovje Mau (Melili, 3098 m). Sočasno z jarkom so nastali ognjeniški stožci, ki se dvigajo nad ravnike, med njimi Mount Kenya (5199 m) in Mount Elgon (4321 m). Proti jugozahodu se spuščajo v kotlino Viktorijinega jezera.
Kenijsko višavje je ena najuspešnejših kmetijskih proizvodnih regij v Afriki. V visokogorju je najvišja točka Kenije in drugi najvišji vrh na celini: Mount Kenya, ki doseže višino 5199 m in je kraj ledenikov. Goro Kilimandžaro (5895 m) je mogoče videti od Kenije južno od tanzanijske meje.

### Vode
Vzhodni del Kenije odteka v Indijski ocean, največja reka je Tana (708 km), zahod pa v Viktorijino jezero, ki spada v porečje Nila. Osrednji del so slana jezera, največje je Turkansko jezero (6405 km2, staro ime Rudolfovo jezero).

### Podnebje
Podnebje Kenije se razlikuje od tropskega vzdolž obale do zmernega v notranjosti do sušnega v severnih in severovzhodnih delih države. Območje je vsak mesec deležno veliko sonca. Ponoči in zgodaj zjutraj v notranjosti na višjih legah je običajno hladno.
Sezona »dolgih deževij« poteka od marca/aprila do maja/junija. Sezona »kratkih deževij« poteka od oktobra do novembra/decembra. Padavine so včasih močne in pogosto pada popoldne in zvečer. Podnebne spremembe spreminjajo naravni vzorec padavinskega obdobja, povzročajo podaljšanje kratkih deževij, ki so povzročala poplave , in skrajšajo cikel suše z vsakih deset let na letne dogodke, kar povzroča močne suše, kot je 2008–2009.
Temperatura ostaja visoka v mesecih tropskega dežja. Najbolj vroče obdobje je februar in marec, ki vodi v sezono dolgih deževij, najhladneje pa julija, do sredine avgusta.

### Divje živali
Kenija ima precejšnjo površino, namenjeno habitatom prostoživečih živali, vključno z Masai Maro, kjer modri gnu in druga goveda sodelujejo pri obsežni letni migraciji. Več kot milijon gnujev in 200.000 zeber sodeluje pri selitvi čez reko Mara.
Afriška divjad - »velikih pet« -, to so lev, leopard, kafrski bivol, črni nosorog in afriški savanski slon, lahko najdemo v Keniji in zlasti v Masai Mari. Znatno populacijo drugih divjih živali, plazilcev in ptic je mogoče najti v narodnih parkih in rezervatih za divjad v državi. Letna selitev živali poteka med junijem in septembrom, pri čemer sodeluje na milijone živali, kar privablja dragocen tuji turizem. Dva milijona gnujev se seli na razdaljo 2900 kilometrov od Serengetija v sosednji Tanzaniji do Masai Mare v Keniji v nenehnem načinu v smeri urinega kazalca in išče zaloge hrane in vode. Ta selitev gnujev v Serengetiju je uvrščena med sedem naravnih čudes Afrike.
Kenija je imela za leto 2019 povprečno oceno indeksa celovitosti gozdne krajine 4,2/10, kar jo uvršča na 133. mesto na svetu od 172 držav.

### Administrativne enote
Kenija je razdeljena na 47 polavtonomnih okrožij, ki jih vodijo guvernerji. Teh 47 okrožij tvori delitve prvega reda Kenije. Okrožja je naprej delijo na 262 divizij (matarafa).
Te pogosto sovpadajo z volilnimi enotami in so običajno poimenovane po osrednjih vaseh/mestih. Veliko večjih mest je sestavljeno iz več divizij. Vsaka lokacija ima vodjo, ki ga imenuje država.

## Gospodarstvo
Kenijini makroekonomski obeti so v zadnjih nekaj desetletjih vztrajno beležili močno rast, predvsem zaradi infrastrukturnih projektov cestnega, železniškega in vodnega prometa. Vendar pa je velik del te rasti izviral iz denarnih tokov, ki so bili preusmerjeni iz običajnih kenijskih žepov na mikroekonomski ravni s ciljno usmerjenimi denarnimi in fiskalnimi ukrepi skupaj s slabim upravljanjem, korupcijo, množično krajo javnih sredstev, prekomerno zakonodajo in neučinkovitim sodstvom, ki povzročajo zmanjšane dohodke v navadnih gospodinjstvih in malih podjetjih, brezposelnost, podzaposlenost in splošno nezadovoljstvo v več sektorjih. Kenija se na indeksu krhkih držav uvršča na 25. mesto od 178 držav, uvrščenih leta 2019, in je uvrščena v kategorijo ALERT. Leta 2014 so bili makroekonomski kazalniki države ponovno zasnovani, zaradi česar se je BDP premaknil navzgor v status države z nizkim srednjim dohodkom.
Kenija ima indeks človekovega razvoja (HDI) 0,555 (srednji), na 145. mestu od 186 na svetu. Od leta 2005 je 17,7 % Kenijcev živelo z manj kot 1,25 $ na dan. Leta 2017 je bila Kenija na 92. mestu Svetovne banke glede enostavnosti poslovanja s 113. mesta leta 2016 (od 190 držav). Pomemben kmetijski sektor je eden najmanj razvitih in večinoma neučinkovit, saj zaposluje 75 % delovne sile v primerjavi z manj kot 3 % v razvitih državah, ki so varne s hrano. Kenija je običajno razvrščena kot obmejni trg ali občasno nastajajoči trg, vendar ni ena izmed najmanj razvitih držav.
Gospodarstvo je doživelo veliko ekspanzijo, kar se kaže v močni uspešnosti v turizmu, visokem šolstvu in telekomunikacijah ter spodobnih rezultatih po suši v kmetijstvu, zlasti v ključnem sektorju čaja. Kenijsko gospodarstvo je leta 2007 zraslo za več kot 7 %, njen zunanji dolg pa se je močno zmanjšal. To se je spremenilo takoj po spornih predsedniških volitvah decembra 2007, po kaosu, ki je zajel državo.
Telekomunikacije in finančna dejavnost v zadnjem desetletju zdaj predstavljajo 62 % BDP. 22 % BDP še vedno prihaja iz nezanesljivega kmetijskega sektorja, ki zaposluje 75 % delovne sile (konsistentna značilnost nerazvitih gospodarstev, ki niso dosegla prehranske varnosti – pomemben katalizator gospodarske rasti). Majhen del prebivalstva je odvisen od pomoči v hrani. Industrija in proizvodnja sta najmanjši sektor, ki predstavljata 16 % BDP. Storitveni, industrijski in proizvodni sektorji zaposlujejo le 25 % delovne sile, vendar prispevajo 75 % BDP. Kenija v okviru AGOA izvaža tudi tekstil v vrednosti več kot 400 milijonov dolarjev.
Privatizacija državnih korporacij, kot je propadla Kenya Post and Telecommunications Company, ki je povzročila najbolj dobičkonosno podjetje v vzhodni Afriki – Safaricom, je privedla do njihove oživitve zaradi velikih zasebnih naložb.
Marca 1996 so predsedniki Kenije, Tanzanije in Ugande ponovno ustanovili Vzhodnoafriško skupnost (EAC). Cilji EAC vključujejo uskladitev tarif in carinskih režimov, prost pretok ljudi in izboljšanje regionalne infrastrukture. Marca 2004 so tri vzhodnoafriške države podpisale sporazum o carinski uniji.
Kenija ima bolj razvit sektor finančnih storitev kot njene sosede. Nairobijska borza vrednostnih papirjev (NSE) je po tržni kapitalizaciji uvrščena na 4. mesto v Afriki. Kenijski bančni sistem nadzoruje Centralna banka Kenije (CBK). Konec julija 2004 je sistem sestavljalo 43 poslovnih bank (manj kot 48 leta 2001) in več nebančnih finančnih institucij, vključno s hipotekarnimi družbami, štirimi hranilno-posojilnimi združenji in več osrednjimi menjalnimi uradi.

### Turizem
Turizem v Keniji je drugi največji vir deviznih prihodkov za kmetijstvom. Kenijski svet za turizem je odgovoren za vzdrževanje informacij v zvezi s turizmom v Keniji. Glavne turistične znamenitosti so foto safari po 60 narodnih parkih in rezervatih za divjad. Druge zanimivosti so selitev gnujev v Masaai Mara, ki velja za 7. čudo sveta; zgodovinske mošeje in utrdbe iz kolonialne dobe v Mombasi, Malindiju in Lamuju; znane pokrajine, kot sta Mount Kenya z belo kapico in dolina Great Rift; plantaže čaja v Kerichu; plantaže kave pri Thiki; čudovit razgled na gora Kilimandžaro čez mejo s Tanzanijo; in plaže ob obali Indijskega oceana. Turiste, največ iz Nemčije in Združenega kraljestva, privabljajo predvsem obalne plaže in rezervati divjadi, zlasti obsežna vzhodna in zahodna narodna parka Tsavo, 20.808 kvadratnih kilometrov proti jugovzhodu.

#### Turistične znamenitosti
Kenija ima veliko za ponuditi v smislu turizma. Ima podnebje z večinoma prijetnimi vremenskimi razmerami skozi vse leto brez ekstremnih poletnih ali zimskih ekstremov. (Obstajata dve deževni sezoni od marca - maja in septembra do oktobra bolj ali manj, a tudi v tej sezoni so možni sončni dnevi.)
Eden od razlogov za dobro podnebje je ta, da je večina notranjosti države na precejšnji nadmorski višini, kar pomeni nizko vlažnost in nizke temperature. Obalna regija je vlažna in toplejša, vendar temperature običajno ne presežejo srednjih 30 °C. Pravzaprav so obiskovalci Nairobija presenečeni, ko opazijo pomanjkanje klimatskih naprav ali celo stropnih ventilatorjev v domovih in pisarnah. Ti so le ob obali ali na območjih v bližini Viktorijinega jezera, kot je mesto Kisumu, ki je toplo in vlažno.
Kenija je zelo slikovita, s čudovitimi pokrajinami, ki so tudi po naravi raznolike. Iz Nairobija se je povsem mogoče odpraviti na enourni let in se znajti v puščavi, bujnem čajnem posestvu, gorskem alpskem gozdu ali savani Masai Mara, odvisno od tega, v katero smer leti letalo. Raznolikost pokrajine in naravne vegetacije na relativno majhnem območju je edinstven vidik Kenije.
Poleg tega je turistična infrastruktura v Keniji zelo razvita z mrežo dobro upravljanih narodnih parkov, cest, povezljivostjo z letali [mednarodna in domača] ter mednarodno priznano hotelsko in gostinsko industrijo, ki zagotavlja, da lahko turisti uživajo v vrhunskih standardih nastanitve, medtem ko so na počitnice v Keniji so zagotovile uspeh destinacije.
Verjetno ena najpomembnejših znamenitosti je veličastna divjad, ki se jo lahko vidi v Keniji - vse od velikih mačk, kot so lev, leopard in gepard, do slona, nosoroga, žirafe in še več, ki jih je mogoče videti v njihovih naravnih habitatih. v nasprotju z zaprtimi prostori, kot so živalski vrtovi. Kenija ima nedvomno najboljšo zbirko divjih živali, vključno z velikimi petimi in velikimi devetimi, kot jih običajno imenujemo in ki jih je mogoče videti med ogledom na safariju, ki vključuje obisk nekaterih spodaj navedenih nacionalnih parkov in rezervatov.
Prebivalci Kenije so tudi prava prednost za turizem, saj so Kenijci na splošno topli, gostoljubni in prijazni do turistov in tujcev. Edinstvena lokalna kultura, hrana in življenjski slog so zelo primerni za turizem in Kenija zdaj vedno pogosteje sprejema turiste, ki ne prihajajo samo zaradi izkušenj safarija, temveč tudi zaradi lokalne kulture in kuhinje.
Narodni parki in druga zavarovana območja so:
- Narodni park Ruma
- Jezero Simbi Nyaima
- Narodni park Aberdare
- Gozdni rezervat Arabuko Sokoke
- Narodni park gorovje Chyulu
- Gozdni narodni rezervat Kakamega
- Zavetišče Kisumu Impala
- Narodni park Kora
- Morski narodni park Malindi
- Narodni park in rezervat Marsabit
- Morski narodni park Mombasa
- Narodni park Mount Elgon
- Narodni park Mount Longonot
- Narodni park Ol Donyo Sabuk
- Narodni park močvirje Saiwa
- Narodni park Sibiloi
- Morski narodni rezervat Watamu
- Narodni park Central Island
- Morski park Kisite Mpunguti
- Morski rezervat Kiunga
- Narodni park Malka Mari
- Narodni park Meru
- Morski rezervat Mombasa
- Narodni rezervat Mwea
- Narodni park Ndere Island
- Narodni rezervat pogorje Shimba
- Rezervat za primate reke Tana
- Narodni rezervat Masai Mara
- Narodni park Amboseli
- Narodni park Vzhodni Tsavo
- Narodni park Zahodni Tsavo
- Samburu, Buffalo Springs in narodni rezervat Shaba
- Narodni park jezero Nakuru
- Lamu Island
- Jezero Naivasha
- Narodni park Nairobi in David Sheldrick Wildlife Trust
- Narodni park Mount Kenya
- Narodni park Hell's Gate
- Ol Pejeta Conservancy

### Kmetijstvo
Kmetijstvo je drugi največji prispevek k kenijskemu bruto domačemu proizvodu (BDP) za storitvenim sektorjem. Glavni pridelki so čaj, hortikulturni pridelki in kava. Vrtnarski pridelki in čaj sta glavna sektorja rasti in dva najbolj dragocena od vsega kenijskega izvoza. Proizvodnja glavnih živil, kot je koruza, je izpostavljena ostrim vremenskim nihanjem. Zaradi upada proizvodnje je občasno potrebna pomoč v hrani – na primer leta 2004 zaradi ene od občasnih suš v Keniji.
Konzorcij, ki ga vodi Mednarodni inštitut za raziskave pridelkov za polsušne trope (ICRISAT), je imel nekaj uspeha pri pomoči kmetom pri gojenju novih sort graha namesto koruze, na posebej suhih območjih. Grah je zelo odporen na sušo, zato ga lahko gojimo na območjih z manj kot 650 milimetrov letnih padavin. Zaporedni projekti so spodbujali komercializacijo stročnic s spodbujanjem rasti lokalne pridelave semen in kmetijskih trgovskih mrež za distribucijo in trženje. To delo, ki je vključevalo povezovanje proizvajalcev z veletrgovci, je pomagalo zvišati cene lokalnih proizvajalcev za 20–25 % v Nairobiju in Mombasi. Komercializacija graha zdaj nekaterim kmetom omogoča nakup sredstev, ki segajo od mobilnih telefonov do proizvodne zemlje in živine, ter jim odpira poti, da se premaknejo iz revščine.
Čaj, kava, sisal, piretrum, koruza in pšenica se gojijo v rodovitnih višavjih, eni najuspešnejših kmetijskih proizvodnih regij v Afriki. V polsušni savani na severu in vzhodu prevladuje živinoreja. V nižje ležečih območjih pridelujejo kokos, ananas, indijski oreščki, bombaž, sladkorni trs, sisal in koruza. Kenija še ni dosegla ravni naložb in učinkovitosti v kmetijstvu, ki bi lahko zagotovila zanesljivo preskrbo s hrano, in skupaj s posledično revščino (53 % prebivalstva živi pod pragom revščine) pomemben del prebivalstva redno strada in je močno odvisen pomoči. Slabe ceste, neustrezno železniško omrežje, premalo izkoriščen vodni promet in drag letalski promet so izolirali predvsem sušna in polsušna območja, kmetje v drugih regijah pa pogosto puščajo hrano, da gnije na poljih, ker nimajo dostopa do trgov.
Namakalni sektor v Keniji je razvrščen v tri organizacijske vrste: sheme malih posestnikov, centralno upravljane javne sheme in zasebne/komercialne namakalne sheme.
Sheme malih posestnikov so v lasti, razvoju in upravljanju posameznikov ali skupin kmetov, ki delujejo kot uporabniki vode ali skupine za samopomoč. Namakanje se izvaja na individualnih ali skupinskih kmetijah v povprečju 0,1–0,4 ha. Obstaja približno 3000 namakalnih shem za mala posestva, ki pokrivajo skupno površino 47.000 ha. Država ima sedem velikih, centralno upravljanih namakalnih shem in sicer Mwea, Bura, Hola, Perkera, West Kano, Bunyala in Ahero, ki pokrivajo skupno površino 18.200 ha in v povprečju 2600 ha na shemo. Te sheme upravlja Nacionalni odbor za namakanje in predstavljajo 18 % namakanih površin v Keniji. Velike zasebne komercialne kmetije pokrivajo 45.000 hektarjev, kar predstavlja 40 % namakanih zemljišč. Uporabljajo visoko tehnologijo in pridelujejo pridelke visoke vrednosti za izvozni trg, zlasti cvetje in zelenjavo.
Kenija je 3. največja izvoznica rezanega cvetja na svetu. Približno polovica od 127 kenijskih cvetličnih kmetij je zgoščenih okoli jezera Naivasha, 90 kilometrov severozahodno od Nairobija. Da bi pospešili njihov izvoz, ima letališče Nairobi terminal, namenjen prevozu cvetja in zelenjave.

### Industrija in obrt
Čeprav je Kenija država z nizkim srednjim dohodkom, proizvodnja predstavlja 14 % BDP, pri čemer je industrijska dejavnost koncentrirana okoli treh največjih mestnih središč Nairobija, Mombase in Kisumuja, v njej pa prevladujejo živilskopredelovalne industrije, kot so mletje žita, proizvodnja piva, drobljenje sladkornega trsa in izdelava potrošniškega blaga, npr. vozil iz kompletov.
Kenija ima tudi industrijo proizvodnje cementa, ima rafinerijo nafte, ki predeluje uvoženo surovo nafto v naftne derivate, predvsem za domači trg. Poleg tega se širi neformalni sektor, ki se običajno imenuje jua kali in se ukvarja z majhno proizvodnjo gospodinjskih izdelkov, avtomobilskih delov in kmetijskih pripomočkov.

### Energija
Največji delež oskrbe z električno energijo v Keniji izvira iz geotermalne energije, sledijo hidroelektrarne na jezovih vzdolž zgornje reke Tane, pa tudi jez Turkwel Gorge na zahodu. Naftna elektrarna na obali, geotermalni objekti v Olkariji (blizu Nairobija) in električna energija, uvožena iz Ugande, predstavljajo preostalo oskrbo. 2000 MW daljnovod iz Etiopije se bliža zaključku.
Nameščena zmogljivost Kenije se je povečala s 1142 megavatov med letoma 2001 in 2003 na 2341 v letu 2016. Državno podjetje Kenya Electricity Generating Company (KenGen), ustanovljeno leta 1997 pod imenom Kenya Power Company, skrbi za proizvodnjo električne energije, Kenya Power pa skrbi za prenos in distribucijo električne energije v državi. Pomanjkanje električne energije se pojavlja občasno, ko suša zmanjša pretok vode. Da bi postala dovolj energije, je Kenija namestila vetrno in sončno energijo (po 300 MW) in namerava do leta 2027 zgraditi jedrsko elektrarno.
Kenija ima dokazana nahajališča nafte v Turkani. Tullow Oil ocenjuje, da so zaloge nafte v državi približno milijardo sodčkov. Raziskovanje se še nadaljuje, da bi ugotovili, ali je še več rezerv. Kenija trenutno uvaža vse potrebe po surovi nafti. Država nima strateških rezerv in se zanaša samo na 21-dnevne rezerve nafte tržnikov nafte, ki jih zahtevajo industrijski predpisi. Nafta predstavlja 20 % do 25 % nacionalnega uvoznega računa.
V začetku leta 2006 je kitajski predsednik Hu Džintao podpisal pogodbo o raziskovanju nafte s Kenijo, ki je del serije poslov, namenjenih ohranjanju pretoka naravnih virov Afrike v hitro rastoče gospodarstvo Kitajske.
Dogovor je kitajskemu državnemu naftnemu in plinskemu podjetju CNOOC omogočil iskanje nafte v Keniji, ki šele začenja vrtati svoje prve raziskovalne vrtine na mejah Sudana in spornega območja severovzhodne province na meji. s Somalijo in v obalnih vodah. Obstajajo uradne ocene možnih odkritih zalog nafte.

### Otroško delo in prostitucija
Otroško delo je v Keniji pogosto. Večina zaposlenih otrok je aktivnih v kmetijstvu. Leta 2006 je UNICEF ocenil, da je bilo do 30 % deklet na obalnih območjih Malindi, Mombasa, Kilifi in Diani predmet prostitucije. Večina prostitutk v Keniji je starih od 9 do 18 let. Ministrstvo za spol in zadeve otrok je v letu 2009 zaposlilo 400 uradnikov za varstvo otrok. Vzroki za delo otrok so revščina, pomanjkanje dostopa do izobraževanja in šibke vladne institucije. Kenija je ratificirala Konvencijo št. 81 o inšpekciji dela v industriji in Konvencijo št. 129 o inšpekciji dela v kmetijstvu.

## Demografija
Kenija je imela januarja 2017 približno 48 milijonov prebivalcev. Država ima mlado prebivalstvo, s 73 % prebivalcev, mlajših od 30 let, zaradi hitre rasti prebivalstva z 2,9 milijona na 40 milijonov prebivalcev v zadnjem stoletju.
Nairobi je dom Kibere, enega največjih revnih četrti na svetu. Verjame se, da v barakarskem naselju živi med 170.000 in milijonom ljudi. V bazi UNHCR v Dadaabu na severu jih je okoli 500.000.

### Etnične skupine
Kenija ima raznoliko prebivalstvo, ki vključuje številne glavne afriške etnorasne in jezikovne skupine. Čeprav uradnega seznama kenijskih etničnih skupin ni, se je število etničnih kategorij in podkategorij, zabeleženih v popisu v državi, sčasoma znatno spremenilo in se je z 42 leta 1969 povečalo na več kot 120 leta 2019. Največ prebivalcev je Bantujev (60 %) ali Nilotov (30 %). Kušitske skupine tvorijo tudi majhno etnično manjšino, tako kot Arabci, Indijci in Evropejci.
Po podatkih Kenijskega nacionalnega statističnega urada (KNBS) je leta 2019 imela Kenija skupno 47.564.296 prebivalcev. Največje avtohtone etnične skupine so bile Kikuji (8.148.668), Luhya (6.823.842), Kalenjin (6.358.113), Luo (5.066.966), Kamba (4.663.910), Somali (2.780.502), Masaji (1.189.522) in Turkana (1.016.174). Severovzhodna provinca Kenije, prej znana kot NFD, je pretežno naseljena z avtohtonimi etničnimi Somalci. Prebivalstvo s tujimi koreninami vključuje Somalijce (iz Somalije), Arabce, Azijce in Evropejce.

### Jeziki
Različne etnične skupine v Keniji običajno govorijo svoje materne jezike v svojih skupnostih. Oba uradna jezika, angleščina in svahili, se v različnih stopnjah tekoče uporabljata za komunikacijo z drugimi populacijami. Angleščina se pogosto govori v trgovini, šolstvu in vladi. Prebivalci primestnih in podeželskih območij so manj večjezični, pri čemer mnogi na podeželju govorijo samo svoje materne jezike.
V Keniji se uporablja predvsem britanska angleščina. Poleg tega nekatere skupnosti in posamezniki v državi uporabljajo ločeno lokalno narečje, kenijsko angleščino in vsebuje edinstvene značilnosti, ki izhajajo iz lokalnih jezikov Bantu, kot sta kisvahili in kikuju. Razvija se od kolonizacije in vsebuje tudi določene elemente ameriške angleščine. Sheng je kisvahili, ki se govori v nekaterih mestnih območjih. Predvsem mešanica svahilija in angleščine, je primer jezikovnega preklapljanja kod.
V Keniji se govori 69 jezikov. Večina pripada dvema širokim jezikovnim družinam: nigersko-kongoški (veja bantu) in nilo-saharski (nilotska veja), ki ju govorijo prebivalci bantu oziroma Niloti v državi. Kušitska in arabska etnična manjšina govorita jezike, ki pripadajo ločeni afroazijski družini, pri čemer prebivalci Indije in Evrope govorijo jezike iz indoevropske družine.

### Urbana središča
| Največja mesta države Kenija Po štetju preb. 2019 | Največja mesta države Kenija Po štetju preb. 2019 | Največja mesta države Kenija Po štetju preb. 2019 | Največja mesta države Kenija Po štetju preb. 2019 | Največja mesta države Kenija Po štetju preb. 2019 | Največja mesta države Kenija Po štetju preb. 2019 | Največja mesta države Kenija Po štetju preb. 2019 | Največja mesta države Kenija Po štetju preb. 2019 | Največja mesta države Kenija Po štetju preb. 2019 | Največja mesta države Kenija Po štetju preb. 2019 |
|                                                   | Rang                                              |                                                   | Okrožje                                           | Preb.                                             | Rang                                              |                                                   | Okrožje                                           | Preb.                                             |                                                   |
| ------------------------------------------------- | ------------------------------------------------- | ------------------------------------------------- | ------------------------------------------------- | ------------------------------------------------- | ------------------------------------------------- | ------------------------------------------------- | ------------------------------------------------- | ------------------------------------------------- | ------------------------------------------------- |
| Nairobi Mombasa                                   | 1                                                 | Nairobi                                           | Nairobi                                           | 4.397.073                                         | 11                                                | Ongata Rongai                                     | Kajiado                                           | 172.569                                           |                                                   |
| Nairobi Mombasa                                   | 2                                                 | Mombasa                                           | Mombasa                                           | 1.208.333                                         | 12                                                | Garissa                                           | Garissa                                           | 163.399                                           |                                                   |
| Nairobi Mombasa                                   | 3                                                 | Nakuru                                            | Nakuru                                            | 570.674                                           | 13                                                | Kitale                                            | Trans-Nzoia                                       | 162.174                                           |                                                   |
| Nairobi Mombasa                                   | 4                                                 | Ruiru                                             | Kiambu                                            | 490.120                                           | 14                                                | Juja                                              | Kiambu                                            | 156.041                                           |                                                   |
| Nairobi Mombasa                                   | 5                                                 | Eldoret                                           | Uasin Gishu                                       | 475.716                                           | 15                                                | Mlolongo                                          | Machakos                                          | 136.351                                           |                                                   |
| Nairobi Mombasa                                   | 6                                                 | Kisumu                                            | Kisumu                                            | 397 957                                           | 16                                                | Malindi                                           | Kilifi                                            | 119.859                                           |                                                   |
| Nairobi Mombasa                                   | 7                                                 | Kikuju                                            | Kiambu                                            | 323.881                                           | 17                                                | Mandera                                           | Mandera                                           | 114.718                                           |                                                   |
| Nairobi Mombasa                                   | 8                                                 | Thika                                             | Kiambu                                            | 251.407                                           | 18                                                | Kisii                                             | Kisii                                             | 112.417                                           |                                                   |
| Nairobi Mombasa                                   | 9                                                 | Naivasha                                          | Nakuru                                            | 198.444                                           | 19                                                | Kakamega                                          | Kakamega                                          | 107.227                                           |                                                   |
| Nairobi Mombasa                                   | 10                                                | Karuri                                            | Kiambu                                            | 194.342                                           | 20                                                | Ngong                                             | Kajiado                                           | 102.323                                           |                                                   |

## Kultura
Kultura Kenije vključuje več tradicij. Kenija nima ene same pomembne kulture. Namesto tega je sestavljen iz različnih kultur različnih skupnosti v državi.
Pomembne populacije vključujejo svahili na obali, več drugih skupnosti Bantu v osrednjih in zahodnih regijah ter nilotske skupnosti na severozahodu. Masajska kultura je turizmu dobro znana, čeprav predstavlja relativno majhen del prebivalstva Kenije. Znani so po svojih dovršenih okrasih zgornjega dela telesa in nakitu.
Poleg tega ima Kenija obsežno glasbeno, televizijsko in gledališko sceno.

### Kuhinja
Kenijci imajo običajno tri obroke na dan - zajtrk (kiamsha kinywa), kosilo (chakula cha mchana) in večerjo (chakula cha jioni ali preprosto chajio). Vmes imajo čaj ob 10. uri (chai ya saa nne) in ob 16. uri. čaj (chai ya saa kumi). Zajtrk je običajno čaj ali kaša s kruhom, čapatijem, mahamrijem, kuhanim sladkim krompirjem ali jamom. Githeri je pogosta jed za kosilo v mnogih gospodinjstvih, medtem ko ugali z zelenjavo, kislim mlekom (mursik), mesom, ribami ali katero koli drugo enolončnico na splošno uživa velik del prebivalstva za kosilo ali večerjo. Obstajajo tudi regionalne različice in jedi.
V zahodni Keniji, med Luo, je riba običajna jed; med Kalenjini, ki prevladujejo v večini regije Riftne doline, je mursik - kislo mleko - običajna pijača.
V mestih, kot je Nairobi, so restavracije s hitro prehrano, vključno s Steers, KFC in Subway. Obstaja tudi veliko lokalov z ribo in čipsom.
Sir postaja vse bolj priljubljen, poraba pa se povečuje zlasti med srednjim razredom.